# Club Deportivo ESPOL
El Club Deportivo ESPOL, o simplemente ESPOL, es una institución deportiva profesional ecuatoriana, originaria de la ciudad de Guayaquil. Fue fundada el 27 de enero de 2003, por estudiantes, profesores y máximos dirigentes de la Escuela Superior Politécnica del Litoral. Actualmente juega en la Segunda Categoría del Guayas.
Está afiliado a la Asociación de Fútbol del Guayas.

## Datos del club
- Participaciones en Segunda Categoría: 18 (2004 - 2019; 2023 - presente).

## Palmarés
- Asociación de Basketball del Guayas (1): 2011